# Anguloa tognettiae
Anguloa tognettiae är en orkidéart som beskrevs av Henry Francis Oakeley. Anguloa tognettiae ingår i släktet Anguloa och familjen orkidéer. Inga underarter finns listade i Catalogue of Life.

## Bildgalleri

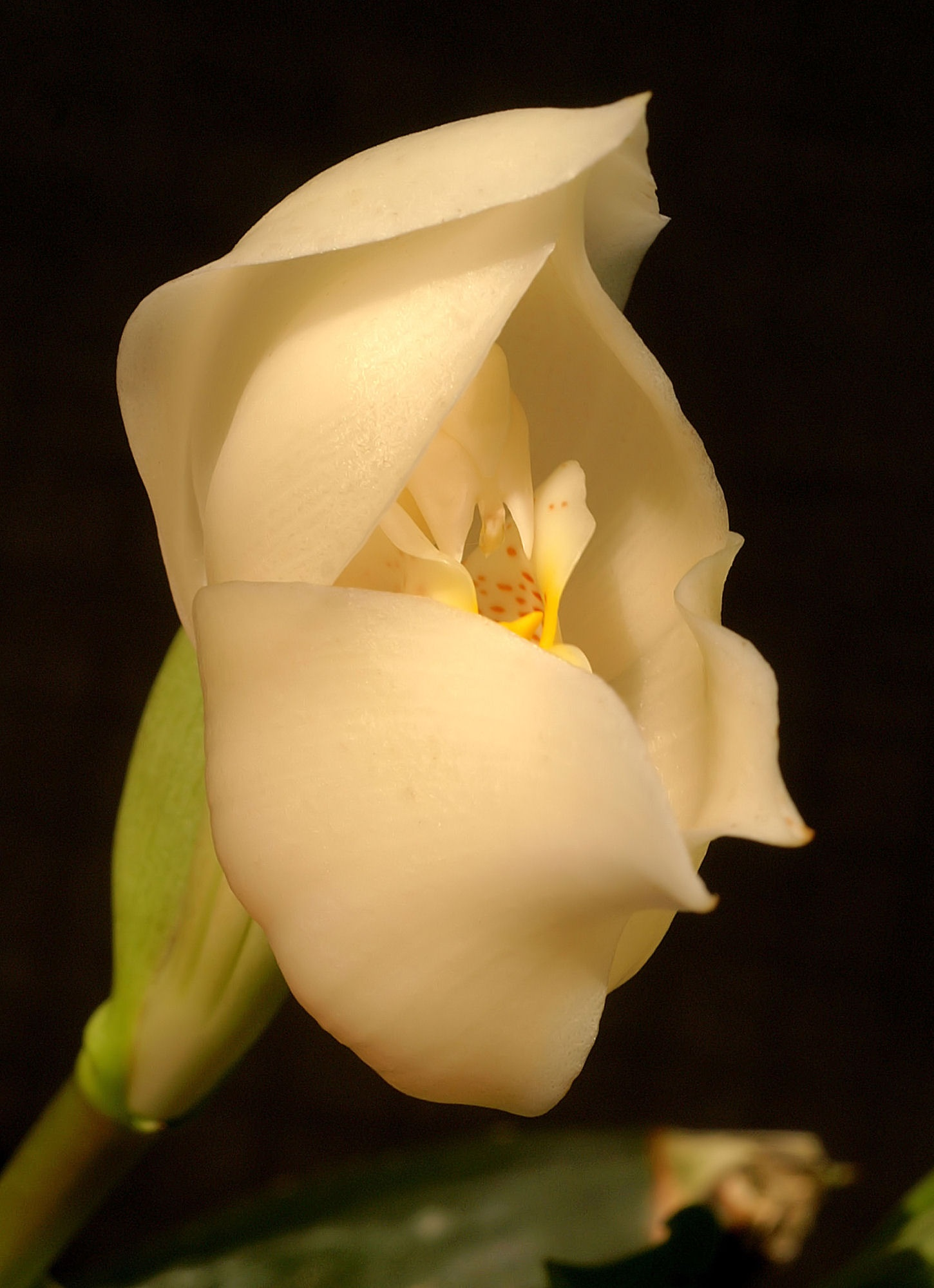